# 오부치 내각 (제1차 개조)
오부치 제1차 개조내각(일본어: 小渕第1次改造内閣)은  오부치 게이조가 제84대 내각총리대신으로 임명되어, 1999년 1월 14일부터 1999년 10월 5일까지 존재한 일본의 내각이다.
자유민주당 단독 여당인 오부치 내각을 개조한 내각이며, 자유민주당과 자유당이 공동으로 구성된 ‘자자연립정권’(自自連立政権)이다.

## 개요
자유당과의 연립 합의를 바탕으로 국무대신의 감원 및 2001년에 중앙 성청 개편을 앞두고 있었던 이유에 의해 과학기술청 장관을 문부대신이 겸하고(과학기술청과 문부성은 문부과학성으로 재편된다), 홋카이도 개발청 장관을 운수대신이 겸하고(홋카이도 개발청과 운수성은 건설성과 함께 국토교통성으로 흡수 재편된다), 오키나와 개발청 장관을 내각관방장관이 겸한다(오키나와 개발청은 내각부에 흡수 재편된다)는 방식으로 임명됐다. 이후에 이러한 중앙 성청 개편을 전제로 한 겸임 형식이 2000년 7월에 발족한 제2차 모리 내각까지 지속된다.
자유민주당과 자유당이 연립 정권을 구성한 것에 의해 자유당 중의원 의원인 노다 다케시가 각료로 들어갔다.

## 각료
- 내각총리대신 - 오부치 게이조
- 법무대신 - 나카무라 쇼자부로 / 진노우치 다카오(1999년 3월 8일 ~ )
- 외무대신 - 고무라 마사히코
- 대장대신 - 미야자와 기이치
- 문부대신, 과학기술청 장관 - 아리마 아키토
- 후생대신 - 미야시타 소헤이
- 농림수산대신 - 나카가와 쇼이치
- 통상산업대신 - 요사노 가오루
- 운수대신, 홋카이도 개발청 장관 - 가와사키 지로
- 우정대신 - 노다 세이코
- 노동대신 - 아마리 아키라
- 건설대신, 국토청 장관 - 세키야 가쓰쓰구
- 자치대신, 국가공안위원회 위원장 - 노다 다케시(자유당)
- 내각관방장관, 오키나와 개발청 장관 - 노나카 히로무
  - 내각관방부장관(정무) - 스즈키 무네오
  - 내각관방부장관(정무) - 우에스기 미쓰히로
  - 내각관방부장관(사무) - 후루카와 데이지로
- 총무청 장관 - 오타 세이이치
- 방위청 장관 - 노로타 호세이
- 경제기획청 장관 - 사카이야 다이치(비 국회의원)
- 환경청 장관 - 마나베 겐지
- 금융재생위원회 위원장 - 야나기사와 하쿠오

## 정무 차관
전임 내각의 정무 차관들이 유임됐다.
- 법무 정무 차관 - 기타오카 슈지(참의원)
- 외무 정무 차관 - 마치무라 노부타카, 다케미 게이조(참의원)
- 대장 정무 차관 - 다니가키 사다카즈, 나카지마 마히토(참의원)
- 문부 정무 차관 - 모리타 겐사쿠
- 후생 정무 차관 - 네모토 다쿠미
- 농림 수산 정무 차관 - 마쓰시타 다다히로, 가메야 히로아키(참의원)
- 통상 산업 정무 차관 - 다카이치 사나에, 호사카 산조(참의원)
- 운수 정무 차관 - 하야시 모토오
- 우정 정무 차관 - 사토 다쓰오
- 노동 정무 차관 - 고야마 다카오(참의원)
- 건설 정무 차관 - 엔도 도시아키
- 자치 정무 차관 - 다노세 료타로
- 총무 정무 차관 - 아베 마사토시(참의원)
- 홋카이도 개발 정무 차관 - 이시자키 가쿠
- 방위 정무 차관 - 하마다 야스카즈
- 경제 기획 정무 차관 - 이마이 히로시
- 과학 기술 정무 차관 - 이나바 야마토
- 환경 정무 차관 - 구리하라 히로히사
- 오키나와 개발 정무 차관 - 시모지 미키오
- 국토 정무 차관 - 다니가와 슈젠(참의원)